# Tony the Beat (Push It)
"Tony the Beat (Push It)" är en låt av den svenska rockgruppen The Sounds. Den var fjärde och sista singel från gruppens andra album Dying to Say This to You. Låten släpptes ursprungligen som 7"-vinylskiva den 4 december 2006 medan diverse remixsinglar utkom tidigt året därpå. Trots en relativt flitigt spelad musikvideo uppnådde låten inga listframgångar som singel.
Låten hamnade på plats 43 på Rolling Stones lista "The 100 Best Songs of the Year" samt plats 22 på Glide Magazines lista "40 Essential Songs of 2006".

## Musikvideo
Videon till låten regisserades av Ace Norton och spelades in i Los Angeles.

## Låtlista
Låtarna skrivna av The Sounds.
7"-singel
1. "Tony the Beat" – 3:10
2. "Hit Me!" – 2:19

Svensk maxisingel
1. "Tony the Beat (Push It)" (Single Edit) – 3:24
2. "Tony the Beat (Push It)" (Brooklyn Fire Remix) – 5:04
3. "Tony the Beat (Push It)" (Tommie Sunshine Extended Remix) – 7:40
4. "Song with a Mission" (Air Bureau Remix) – 7:57

Brittisk maxisingel (Korova KOW1016T)
1. "Tony the Beat" (Rex the Dog Disco Mix) – 6:47
2. "Tony the Beat" (Rex the Dog Radio Version) – 3:21
3. "Tony the Beat" (Rex the Dog Extras) – 0:47
4. "Tony the Beat" (Tommie Sunshine Brooklyn Fire Remix) – 5:05
5. "Tony the Beat" (Rex the Dog Disco Instrumental) – 6:47